# تيد ماكجينلي
تيد ماكجينلي (بالإنجليزية: Ted McGinley)‏ هو عارض ومتركمج وممثل أمريكي، ولد في 30 مايو 1958 بشاطئ نيوبورت في الولايات المتحدة.

## أعمال

### أفلام
- (2001) بيرل هاربر[4][5][6]
- (2015) الضواحي
- (2018) ضوء في الظلمة

### مسلسلات
- قارب الحب
- متزوج ولدي أطفال
- هوب وفيث

## وصلات خارجية
- تيد ماكجينلي على موقع IMDb (الإنجليزية)
- تيد ماكجينلي على موقع قاعدة بيانات الأفلام العربية
- تيد ماكجينلي على موقع ألو سيني (الفرنسية)
- تيد ماكجينلي على موقع أول موفي (الإنجليزية)
- تيد ماكجينلي على موقع قاعدة بيانات الأفلام السويدية (السويدية)
- تيد ماكجينلي على موقع إن إن دي بي (الإنجليزية)
- تيد ماكجينلي على موقع قاعدة بيانات الفيلم (الإنجليزية)